# Pappo (botanica)

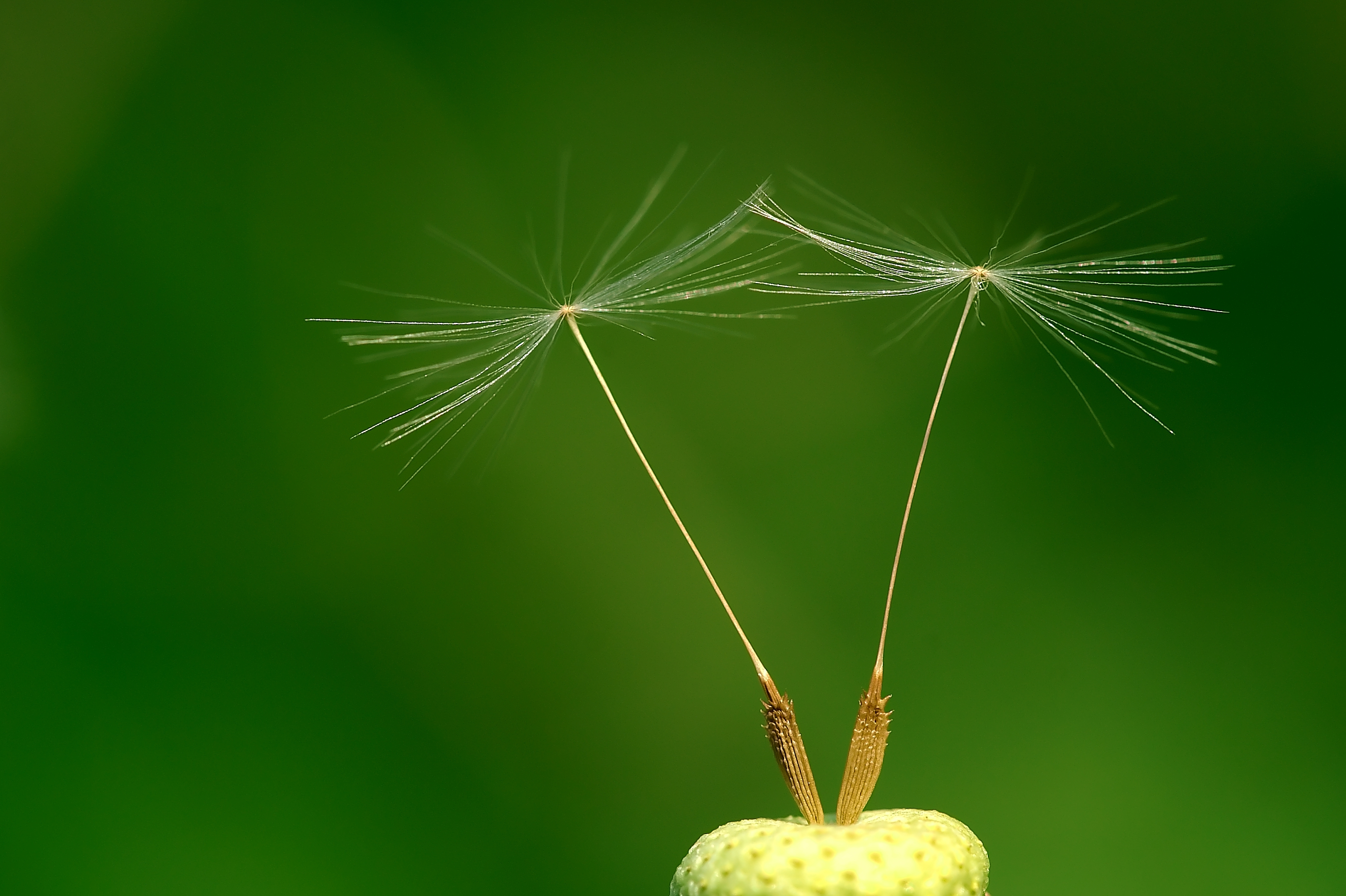
Frutti di Taraxacum officinale con il caratteristico pappo.

Il pappo è l'appendice piumosa e leggera di alcuni frutti avente la funzione di favorire la dispersione dei semi per l'azione del vento (disseminazione anemocora). È diffuso soprattutto nella famiglia delle Asteracee, nella quale, unitamente all'achenio, forma la cipsela. Sempre nelle Asteracee, il pappo generalmente deriva dai sepali di ciascun piccolo fiore (flosculo) del capolino, che vengono ridotti a una serie di setole.
Lo stesso termine viene usato, secondo alcuni impropriamente, per riferirsi all'analoga struttura di peli a corredo del tegumento di alcuni semi, come quelli del cotone, del pioppo o dell'oleandro.
In base alla morfologia il pappo può essere:
- omomorfico quando tutti gli elementi del pappo di un singolo achenio sono uguali o molto simili;
- eteromorfico quando gli elementi di un singolo pappo differiscono fra di loro.

L'eteromorfismo può riguardare differenze nella lunghezza, nel diametro, nella struttura. Esempi di pappi eteromorfi si hanno tra le Hyoseridinae (Launaea) e le Hypochaeridinae (Picris).
Il pappo più grande (sino a 35 mm di lunghezza) è stato descritto in alcune specie del genere Tragopogon.